# Беглярова Емма Костянтинівна
Беглярова Емма Костянтинівна (нар. 30 червня 1945, смт Оренбурзьке, РРФСР, СРСР — радянський і український художник живопису, сценографії та кіно. Лауреат російської кінопремії «Золотий орел» (2006). 

## Біографія
Закінчила Львівський державний інститут прикладного та декоративного мистецтва (1975, викладачі з фаху — Р. Сельський, В. Манастирський). Будучи студенткою персонально виставлялася у Варшаві.
Працює в галузі живопису, сценографії. Член Національної спілки художників України (1986).
Роботи художниці брали участь більш ніж в 40 виставках — в Україні, Росії, Фінляндії, Канаді, Франції, Болгарії.
Працює на Київській кіностудії ім. О. П. Довженка (художник-постановник, художник по костюмах). „На кіностудію я потрапила випадково — у 1984 році. Мене привела туди хороша знайома — Лідія Тихонівна Байкова“, — згадує художниця.
Член Національної Спілки кінематографістів України.
Оксана Ременяка, кандидат мистецтвознавства:
:
|  | Емма Беглярова творить образ Жінки — таємничо неосяжної, велемовно звабливої. Жінки, що живе у світі власних ілюзій і фантасмаґорій. Мисткиня, що її визнав Світ, котра володарює престижною премією російського кіноматоґрафа «Золотий орел», як найвишуканіший художник-костюмер, творить свій фільм, переносячи кадр на полотно — там і композицію, і колірну гаму диктує винятково тільки Жінка. А тому цілковито ніхто не відає — чи традиційна рама направду здатна обмежити це казкове, феєричне дійство вічного очікування Жінки, що посвячена в Істину. «Культура будь-якої епохи орієнтована переважно на Жінку, — розмірковує художниця. — Її малювали за всіх часів. Наш сьогоднішній світ задосить чоловічий, соціум не концентрує увагу на Жінці. А я творитиму Жінку, бо вона цікава, пластична і вельми образотворча. Навіть у моїх натюрмортах вона доконечно присутня». |

## Нагороди
- 2006 — Російська кінопремія «Золотий орел» в номінації «Найкраща робота художника по костюмах» за роботу над фільмом «Далеко від Сансет бульвару» (2005)

## Фільмографія
Художник по костюмах:
- «Пароль знали двоє» (1985, у співавт.)
- «Капітан „Пілігрима“» (1986)
- «Самотня жінка бажає познайомитися» (1986, реж. В. Криштофович)
- «Філер» (1987, реж. Р. Балаян)
- «Любов до ближнього» (1988, у співавт.; реж. М. Рашеєв)
- «Дама з папугою» (1988, реж. А. Праченко)
- «Градус чорного Місяця» (1992, реж. Н. Киракозова)
- «Повінь» (1993, реж. І. Мінаєв)
- «Місячні галявини» (2002, реж. І. Мінаєв)
- «Далеко від Сансет бульвару» (2005, реж. І. Мінаєв)
- «Час життя об'єкта в кадрі» (2012, реж. О. Балагура) та ін.

Художник-постановник:
- «Русалчин тиждень» (1988, у співавт. з Є. Пітеніним; муз. фільм за участю Ніни Матвієнко, реж. Н. Мотузко)
- «Оберіг» (1991)
- «Градус чорного Місяця» (1992, реж. Н. Киракозова)